# Thomas Pledl
Thomas Pledl (Bischofsmais, 23 maggio 1994) è un calciatore tedesco, centrocampista svincolato.

## Carriera

### Club
Nel 2009 arriva nel settore giovanile del Monaco 1860, che nell'estate 2012 lo cede al Greuther Furth; nella stagione 2012-2013 con la squadra biancoverde gioca 7 partite di Bundesliga, 12 partite con la squadra riserve e 2 partite con la squadra Under-19. Viene riconfermato anche per la stagione successiva, nella quale la sua squadra dopo la retrocessione della stagione 2012-2013 milita in 2. Bundesliga, la seconda serie tedesca. In seconda serie Pledl disputa 16 incontri senza mai segnare.

### Nazionale
Ha giocato numerose partite amichevoli sia con l'Under-18 che con l'Under-19. Il 6 settembre 2013 ha esordito con la nazionale Under-20, con cui ha segnato complessivamente 2 gol in 9 presenze.

## Palmarès

### Club

#### Competizioni nazionali
- Campionato tedesco di seconda divisione: 1

Ingolstadt 04: 2014-2015

#### Competizioni regionali
- Fußball-Regionalliga: 1

Duisburg: 2024-2025 (girone Ovest)